# کاه‌وزن (هنرهای رزمی ترکیبی)
کاه‌وزن (انگلیسی: Strawweight) یا نی‌وزن از دسته‌های وزنی در مسابقات هنرهای رزمی ترکیبی است، که ورزشکاران بین ۱۰۶ تا ۱۱۵ پوند (۴۸ تا ۵۲ کیلوگرم) را در بر می‌گیرد. دسته کاه‌وزن سنگین‌تر از اتم‌وزن و سبک‌تر از مگس‌وزن می‌باشد. در مسابقات حرفه‌ای هنرهای رزمی ترکیبی مانند سازمان یواف‌سی، اغلب دسته کاه‌وزن در بخش زنان نخستین شاخه از ورزشکاران را تشکیل می‌دهد.